# Айхфельд (Штирия)
Айхфельд (нем. Eichfeld (Steiermark)) — коммуна (нем. Gemeinde) в Австрии, в федеральной земле Штирия. 
Входит в состав округа Радкерсбург.  Население составляет 966 человек (на 31 декабря 2005 года). Занимает площадь 17,98 км². Официальный код  —  61504.

## Политическая ситуация
Бургомистр коммуны — Йохан Пок (АНП) по результатам выборов 2005 года.
Совет представителей коммуны (нем. Gemeinderat) состоит из 9 мест.
- АНП занимает 8 мест.
- СДПА занимает 1 место.